# (11518) Jung
(11518) Jung est un astéroïde de la ceinture principale.

## Description
(11518) Jung est un astéroïde de la ceinture principale. Il fut découvert le 8 avril 1991 à La Silla par Eric Walter Elst. Il présente une orbite caractérisée par un demi-grand axe de 3,24 UA, une excentricité de 0,10 et une inclinaison de 0,8° par rapport à l'écliptique.

## Compléments